# Annuario Pontificio
Annuario Pontificio (італ. «Папський щорічник») — офіційний статистичний довідник Католицької церкви, який з 1912 року щороку видається у Ватикані видавництвом «Libreria Editrice Vaticana». Видається італійською мовою у твердій обкладинці червоного кольору.

## Зміст
Annuario Pontificio містить основні дані про територіальну і персональну структуру Католицької церкви: список усіх римських пап і актуальних членів Римської курії, список усіх кардиналів і єпископів Католицької церкви, список і докладну статистику кожної адміністративно-територіальної церковної одиниці за попередній рік. У статистиці вказується найменування адміністративно-територіальної одиниці, ієрарх, який її очолює, її офіційна адреса та контактні дані, а також інша різноманітна статистика, що стосується загальної кількості населення, що проживає на території даної одиниці, кількості парафій, церковних навчальних закладів, духовенства, чернецтва та віруючих. Крім того, щорічник подає інформацію про всі дипломатичні представництва Святого Престолу у світі та про представництва інших держав при Святому Престолі, інформацію про очільників чернечих інститутів та їхні статистичні дані. Подає також список усіх почесних прелатів, які вживають титул «монсіньор».

## Історія
Подібні статистичні довідники під назвою «Informazioni per l'Anno ..».. нерегулярно видавалися Ватиканом з 1716 по 1859 рр. У 1851 році Ватикан почав видавати довідник «Gerarchia di Santa Chiesa Cattolica Apostolica Romana e di ogni rito, con notizie storiche» з історичними даними. У 1860 році цей довідник став називатися «Annuario Pontificio». У 1870 році видання Annuario Pontificio припинилося. У 1872 році приватна друкарня «Tipografia dei fratelli Monaldi» почала неофіційно видавати статистичний довідник «Gerarchia cattolica e la Corte Pontificia per l'anno». У 1885 році Ватиканська друкарня «Tipografia Vaticana» почала видавати напівофіційні статистичні довідники. З 1899 по 1904 рр.. ці довідники почали називати офіційними статистичними виданнями Ватикану. У 1904 році ці довідники остаточно оголошені офіційним виданням Святого Престолу. З 1912 р. даний щорічник почав називатися «Annuario Pontificio». З 1912 по 1924 рр. цей довідник містив тільки списки посадових осіб і короткі замітки про Ватиканські конгрегації. З 1940 року Annuario Pontificio видається щорічно ватиканським видавництвом «Libreria Editrice Vaticana» і містить детальну інформацію про актуальну структуру Католицької церкви.

## Джерело
- Annuario Pontificio 2010, Città del Vaticano: Libreria Editrice Vaticana, 2010, ISBN 978-88-209-8355-0